# Carélie (province historique)
Pour les articles homonymes, voir Carélie.
La Carélie est une ancienne province de l'Est de la Finlande, couvrant l'ouest de la Carélie au sens large. Karjala est le nom finnois et Karelen le nom suédois. La province marquait la frontière orientale du royaume de Suède lors de sa période de plus grande extension (XVIe et XVIIe siècles). Elle était bordée à l'ouest par la Savonie et l'Uusimaa, au nord par une section peu peuplée de l'Ostrobotnie, correspondant aujourd'hui à la Cajanie.

## Histoire

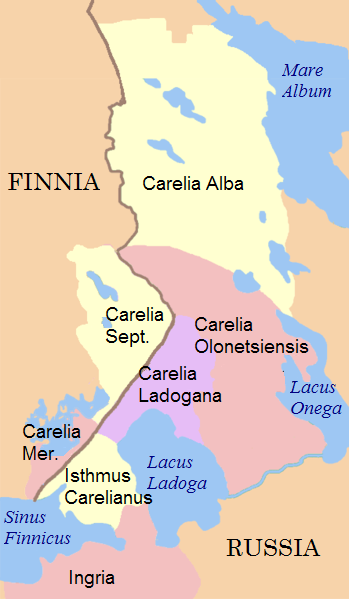
Régions de Carélie

La région représente l'aire d'habitation originelle d'un peuple finno-ougrien proche des Finnois, les Caréliens. Sa partie méridionale (principalement l'isthme de Carélie) a été annexée par la Suède dès le traité de Nöteborg (en 1323), à la suite de la 3e croisade suédoise et des batailles contre Novgorod.
Le château de Vyborg (Viipuri en finnois), commencé en 1293, est le troisième de Finlande après Turku et Hämeenlinna.
En 1635, la province est fusionnée avec la Savonie pour former le län de Viborg et Nyslott (aujourd'hui Vyborg et Savonlinna). La Suède atteint peu après son apogée, et contrôle la quasi-totalité des terres peuplées par les Caréliens.
Mais à la suite de la fondation de Saint-Pétersbourg et de la volonté de Pierre le Grand de tourner la Russie vers l'Europe, la Russie met toute son énergie à repousser vers l'ouest la frontière bien trop proche de la nouvelle capitale. C'est la grande guerre du Nord, terminée en 1721 par le traité de Nystad, qui voit toute la Carélie méridionale passer sous contrôle russe. Le reste de la Carélie, ainsi qu'une bonne partie de la Savonie, suivra dès la fin de la guerre russo-suédoise de 1741-1743 et le traité d'Åbo. Regroupées dans le gouvernement de Vyborg, les nouvelles possessions russes continuent à jouir d'une importante autonomie même si elles ne connaissent pas les réformes judiciaires effectuées pendant ce temps en Suède-Finlande. Cette région sera par la suite appelée la Vieille Finlande.
Peu après la conquête de toute la Nouvelle Finlande (traité de Fredrikshamn en 1809) par la Russie, la Vieille et la Nouvelle Finlande sont réunifiées pour former le grand-duché de Finlande.
C'est dans les frontières du grand-duché, avec donc l'essentiel de la Carélie rattachée à son territoire, que la Finlande proclame son indépendance en 1917. Grâce aux propriétés de ses eaux, de nombreux établissements thermaux se développeront à cette époque en Carélie.

La Carélie finlandaise historique, de part et d'autre de la frontière finno-russe actuelle

La frontière entre Finlande et Union soviétique n'est alors qu'à trente kilomètres à l'ouest de Léningrad, ce qui va être pour Staline le prétexte idéal pour lancer en 1940 la guerre d'Hiver et prendre le contrôle de la totalité de l'isthme de Carélie et le pourtour du lac Ladoga (causant l'évacuation de 400 000 réfugiés, soit 10 % de la population finlandaise). Lors de la guerre de Continuation, les Finlandais reprennent les territoires perdus et poussés par l'irrédentisme conquièrent également les marches orientales de la Carélie, autour de Petrozavodsk, qui pourtant n'avaient jamais été occupées auparavant par la Suède ni la Finlande.
En 1944, après la défaite finlandaise, l'essentiel de la Carélie du Sud et toute la Carélie orientale sont rattachées à l'Union soviétique, et les habitants sont forcés de s'installer à l'ouest de la nouvelle frontière. C'est le plus grand mouvement de population jamais connu par la Finlande.
La région est ensuite peuplée par des Soviétiques, et est partagée entre la république de Carélie et l'oblast de Léningrad. La partie finlandaise est divisée entre Carélie du Nord et Carélie du Sud.
Aujourd'hui encore, la question des territoires perdus est très présente dans la vie politique finlandaise, et reste une des pierres d'achoppement des relations avec la Russie.

## Bière
Une bière porte le nom historique de la province : la bière Karjala.